# ヘンリー・タッピング
ヘンリー・タッピング（Henry Topping、1853年または1857年7月26日 - 1942年8月30日）は、日本で伝道活動をおこなったアメリカ人のバプテスト教会宣教師。伝道活動の傍ら、ベネディクト・カレッジで外国語教師を務めたほか、東京学院（のちの学校法人関東学院および関東学院大学）と岩手県盛岡中学校（現・岩手県立盛岡第一高等学校）で英語教師を務めた。

## 来歴

### 来日まで
アメリカ合衆国のウィスコンシン州デルトンで父チャールズ、母メアリーの9人の子の長男として生まれた。オタワ (カンザス州)のオッタワ・アカデミーに入学後、1870年に13歳でオッタワ・リバーで洗礼を受け、オッタワ第二バプテスト教会の会員となる。17歳で卒業し、父が経営する穀物店で働き、冬はシカゴの大学で学び、パプティトスト系の親睦団体に属し、のちに同じく宣教師として来日したアーネスト・クレメントと知り合う。1883年にサウスダコタに移り、不動産業の傍ら日曜学校の校長を務めた。
1888年にジュネヴィーヴ・ファヴィルと結婚し、その後ニューヨーク州ロチェスター神学校、モーガン・パーク神学校に夫妻で入学する。ヘンリーは1890年にロチェスター神学校よりM.Aの学位を取得。シカゴ大学神学部にも学び、B.D.を授与される。歴史的黒人大学のひとつであるコロンビア (サウスカロライナ州)のベネディクト・カレッジ（en:Benedict College）でギリシャ語とラテン語を3年間教える。
1895年（明治28年）、アメリカ・バプテスト・ミッショナリーユニオン派遣宣教師として夫妻で来日した。

### 東京学院の設立
タッピングは来日後、東京学院（のちの関東学院）の設立願に宣教師アーネスト・W・クレメントとともに名を連ねている。東京中学院と東京学院の教授を務め、関東学院として再出発した時にも教師として勤務した。温厚な人柄から多くの人々に尊敬され、「ファーザー・タッピング」と呼ばれた。

### 盛岡市での活動
1907年（明治40年）、タッピング一家は岩手県盛岡市に活動の場を移した。1907年 - 1920年の間、盛岡バプテスト教会（現内丸教会）に赴任したヘンリーは、キリスト教の伝道を研究しながら、岩手県立盛岡中学校で英語を教えた。県立盛岡中学校で英語教師と盛岡浸礼教会の牧師を務めていた当時、詩人・童話作家の宮沢賢治は英語をタッピングに学び、教会でのバイブル講義も聴講している。宮沢賢治はタッピングの家族とも親交があり、盛岡城跡公園（岩手公園）内には、一家を詠んだ詩「岩手公園」の刻まれた詩碑がある。そこには
と刻されている。
老いしタピングはヘンリー、ミセスタッピングはその妻のジュネヴィーヴ、大学生のタピングは息子のウィラード、なが姉はその姉のヘレンのこととされる。

### 晩年
1919年に盛岡を離れ、オハイオ州、ニューヨーク州、シアトルを経て1922年に再来日し、私立中学関東学院で教え、山手英語夜学校の校長となったが、関東大震災で自宅も学校も壊滅し、伝道復活のため活動中にアミーバ赤痢に罹患。
1927年に病のため伝道活動を引退し、その後夫妻はアメリカやフィリピンに渡るが、1941年に再び来日する。この間、賀川豊彦に対しては、YWCAに進んだ娘が賀川の秘書になった事情もあり、支援をおこなった。
1942年8月30日、脳卒中で死去した。墓は多磨霊園にある。

## 家族
- 祖父・ヘンリー（1804-1870） ‐ 牧師。1839年にウィスコンシン州デバランでウォルフォー ス郡初のバプテスト教会を設立。 [1][6]
- 父・チャールズ(1830-1886) ‐ 穀物商[1]
- 妻・ジュネヴィーヴ（Genevieve Faville Topping, 1863-1953） ‐ 音楽教師、宣教師。ウィスコンシン州ジェファーソン郡レイクミルズ出身。1888年にローレンス大学を卒業し、同年結婚して夫ともに神学校で学び、夫と同じベネディクト・カレッジで音楽を教えた。幼児教育を学んでいたジュネヴィーヴは来日後伝道活動の一環として保母伝習所を開いて築地と四谷に幼稚園を開園。盛岡に転居後は長岡栄子の保育所を引き受けて内丸教会の幼稚園とした（のちの盛岡幼稚園）。戦時中も日本に留まり、1946年には社会福祉事業に功績があったとして宮中に招待された。1948年に帰国、1952年にフィリピンを経て再来日したが老衰により死去した。[1][7]
- 長女・ヘレン（1889-1981） ‐ 来日後は盛岡中学校などで英語を教えた。 1911年にコロンビア大学 卒業後、宣教師として再来日したが、1916年にミッションを引退、神戸YWCAの初代総主事として働いたのち帰国、賀川豊彦の活動支援のため再来日、1940年にはフィリピンで教育事業にあたっていたが翌年帰国、戦後母とともに再来日して賀川を手伝い、1960年代後半に帰国した。桜上水にはヘレンが暮らした3階建ての洋館にちなんだ「タッピング坂」がある。 [1][8]
- 長男・ウィラード（1899-1959） ‐ 宣教師。米国で学んだのち、日本で宣教師ルーク・ワシントン・ビッケルの娘エヴリン（1899-1983）と結婚して夫婦で渡米、1929年バークレイ神学校に入学し、1931年に再来日、戦争のため1941年に帰国し、コロラド州ボールダーの東洋語訓練所で日本語を教え、1947年に夫婦で再来日し関東学院女子専門学校と同短期大学で教師を務めた。[1]
- 孫・バーバラ ‐ ウィラードの長女。早稲田奉仕園宣教師ウィルバー・フリデールの妻
- 孫・ケン ‐ ウィラードの二男。都市計画研究者。

## 「タッピング・ポンド」
タッピング家の人々が、神奈川県横浜市に立地する関東学院大学の創設や発展に深く関わったことから、その功績をたたえ、関東学院大学金沢八景キャンパスに、「タッピング・ポンド」 (TOPPING MEMORIAL POND)が設置された。魚が生息し、岩や藻が生えているような、いわゆるポンド＝池ではなく、プールと呼んだ方が適切な外観をしている。池の中には、2006年3月に新設された「タッピング・ポンド」銘板が立てられている。銘板には、以下のような内容の文章（大意）が記載されている。
タッピング家を記念するこの池は、昭和37年、関東学院大学の教員であったウィラード・タッピングの妻、エヴェリン（同じく教員）の寄附金を基に、卒業生等の寄附金を加えて竣工された。1895(明治28)年、ウィラードの父（ヘンリー）と母（ジュネヴィーヴ）は、宣教師として来日した後、関東学院の源流の一つである東京学院に赴任した。1907（明治40）年、盛岡に活動の場を移した後、詩人・童話作家の宮沢賢治（1896-1933）と出会っている。宮沢賢治は「岩手公園」と題した詩の中でタッピング一家のことをつづった。
この「タッピング・ボンド」銘板にも前記の「岩手公園」の詩が記されている。